# Maria Rooth
Maria Rooth, född 2 november 1979 i Ängelholm, är en svensk ishockeytränare och före detta ishockeyspelare (aktiv som spelare fram till 2010). Hon deltog i det svenska olympiska damishockeylandslaget 1998–2006 (2006 som silvermedaljör). Under landslagskarriären gjorde hon 105 mål på 265 landskamper. Rooth vann tre amerikanska collegemästerskap och fyra svenska mästerskap. I maj 2015 valdes hon som första svenska kvinna in i Internationella Ishockeyförbundets Hall of Fame. För närvarande (per maj 2023) är Rooth verksam som expert i hockeysändningar på Sveriges Television.

## Biografi

### Uppväxt
Maria Rooth började spela ishockey med pojklag i Rögle BK när hon var fem år. Hon fortsatte spela med pojklag, bland annat Jonstorps IF och Helsingborgs HC, parallellt med spel i damlaget Veddige HK, med vilka hon vann två bronsmedaljer i SM.
Maria Rooths äldre bror, Daniel Rooth, har varit sportchef och krönikör på Helsingborgs Dagblad.

### År i USA
Efter gymnasiet flyttade hon till USA och Boston där hon spelade en säsong med Assabet Valley Girls Club. Inom amerikansk collegeishockey blev hon rekryterad till University of Minnesota Duluth. Hon genomgick sina studier, fyraårig kandidatexamen i kommunikation, med extra beröm, cum laude. Under denna tid spelade hon med universitetets idrottsförening Minnesota Duluth Bulldogs damishockeylag och vann de amerikanska collegemästerskapen mellan åren 2001–2003. 1999 blev Rooth utnämnd som veckans spelare i ligan.

### Tillbaka i Sverige
Efter avslutade 2003 studier flyttade hon tillbaka till Sverige och spelade för Limhamn Limeburners i deras damlag samt i deras juniorlag, U-18 och U-20. Med damlaget erövrade hon SM-silver.
Hon flyttade därefter till Stockholm och spel med Mälarhöjden/Bredäng Hockey under säsongerna 2004/2005 till 2005/2006 där laget vann SM-guld bägge säsongerna. 2006 gick hon över till AIK. Hon vann SM-guld med AIK 2007 och 2009.

### Internationell karriär
Rooth deltog i Olympiska vinterspelen 2002 i Salt Lake City och i Olympiska vinterspelen 2006 i Turin. När Sverige den 17 februari 2006 överraskande besegrade USA i OS-semifinalen med 3-2 efter straffslagsavgörande gjorde Rooth båda de svenska spelmålen och dessutom det avgörande målet i straffslagsavgörandet. 

### Efter spelarkarriären
Rooth avslutade sin aktiva karriär i mars 2010. Efter att arbetat som assisterande tränare för sitt tidigare college, University of Minnesota Duluth (UMD) i USA, flyttade hon 2011 åter till Sverige och Ängelholm. I maj 2015 blev hon som första svenska kvinna invald i Internationella Ishockeyförbundets Hall of Fame, efter besked om det kommande invalet i december året före.
År 2017 deltog Rooth i den nionde säsongen av TV-programmet Mästarnas mästare. Hon slutade på en tredjeplats.

## Klubbhistorik

### Spelare
- Rögle BK (1984-1993)
- Veddige HK (1993-1998)
- Jonstorps IF (1994-1996)
- Helsingborgs HC (1996-1998)
- Assabet Valley (Boston) (1998-1999)
- University of Minnesota Duluth Bulldogs (1999-2003, varav tre av åren som ligavinnare[10])
- Limhamn Limeburners (2003-2004)
- Mälarhöjden/Bredäng (2004-2006)
- AIK (2006-2010)

### Tränare
- Assisterande coach University of Minnesota Duluth (2010-2011)

Informationen är hämtad från Mariarooth.com.

## Källhänvisningar
1. 1 2  "Snabba fakta".[död länk] Mariarooth.com. Läst 12 januari 2015.
2. 1 2  ”Maria Rooth historisk – invald i IIHF:s Hall of Fame”. SVT Sport. 18 december 2014. https://www.svt.se/sport/artikel/maria-rooth-historisk-invald-i-iihf-s-hall-of-fame. Läst 8 oktober 2021.
3. ↑   Maria Rooth i Nationalencyklopedins nätupplaga. Läst 16 november 2016.
4. 1 2 3 4 5  "Om Maria". Mariarooth.com. Läst 12 januari 2015.
5. ↑  "Om Maria". Hockeysverige.se. Läst 16 maj 2022.
6. ↑  "NEDSLÄPP" – "ett vackert skott i krysset" Hbgidrottsmuseum. Läst 16 maj 2022.
7. ↑  Frank, Bella (2014-12-19): "Hockeyspelaren Maria Rooth i internationella Hall of Fame". Feministisktperspektiv.se. Läst 12 januari 2015.
8. ↑  ”Maria Rooth historisk – invald i IIHF:s Hall of Fame”. Sveriges television. 18 december 2014. http://www.svt.se/sport/ishockey/maria-rooth-historisk-invald-i-iihf-s-hall-of-fame. Läst 20 december 2014.
9. ↑  ”De tävlar i Mästarnas mästare 2017”. Sveriges Television. http://www.svt.se/mastarnas-mastare/de-tavlar-i-mastarnas-mastare-2017/. Läst 5 mars 2017.
10. ↑  Hjälm, Mattias (2014-12-18): ”"Jag blev väldigt stolt"”. HD.se. Läst 12 januari 2015.